# Gracias a Winn-Dixie
Gracias a Winn-Dixie, (Because of Winn-Dixie en versión original) es una novela infantil de Kate DiCamillo publicada originalmente en el año 2000 y traducida al español en el 2003. La novela fue adaptada al cine dos años después. 
Es la primera obra publicada por parte de la escritora norteamericana Kate DiCamillo.

## Sinopsis
Opal es una niña de 10 años que vive desde hace poco en Florida. Desde su llegada, su intención es buscar nuevos amigos hasta que un día recoge de la calle a un perro abandonado al que llama Winn-Dixie. Junto a él iniciará una aventura en la que se mezcla la magia y la amistad, en la que también aprende a escuchar a los demás y a entender el mundo en el que vive.

## Personajes
- Opal: es la protagonista del libro, junto con su perro Winn-Dixie. Junto con su mascota, viven una serie de experiencias durante toda la historia en la que te enseñan el valor de la amistad.
- Winn-Dixie: es el protagonista principal del libro y gracias a este personaje, aprendes muchas cosas durante toda la historia de este li

## Temas abordados
La obra tiene importantes referencias hacia la amistad y la convivencia, mostrando cómo las mismas sirven para ayudar de manera positiva y realista a tratar las dificultades que los protagonistas se encuentran en la vida cotidiana. 
La novela muestra también el modo en que los personajes logran superar sus dificultades: en la historia éstos expresan una profunda tristeza a raíz de la soledad, el abandono o la muerte de algún ser querido; sin embargo, con la llegada de Winn-Dixie, acaban aprendiendo de algún modo u otro a superarlas. La obra resalta la importancia de la amistad como clave fundamental de la historia. Por último, también se destaca la importancia del cuidado de los animales, ya que durante los sucesos se descubre que un animal aumenta la autoestima del cuidador y le ayuda a superar los problemas emocionales que éste pueda tener.

## Adaptación cinematográfica
La historia de Gracias a Winn-Dixie también fue llevada a las grandes pantallas con el nombre de Mi mejor amigo (Because of Winn-Dixie).
El director de la película es Wayne Wang, su género es de comedia  y fue estrenada en 2005 (en USA el 15 de febrero, en España el 1 de julio).
Es una película representada por Twentieth Century Fox y Walden Media

## Premios
El libro fue galardonado con la medalla de honor Newbery en el 2011.